# Prequel
En prequel – på dansk en forløber – er et værk, der beskriver begivenheder og personer fra et tidligere værk, men som tidsmæssigt foregår før hovedværket. Ordet stammer fra starten af 1970'erne. Den tidligst kendte brug af ordet er i pressematerialet til The Godfather Part II, hvor det bruges til at beskrive de dele af filmen, der foregår forud for begivenhederne i The Godfather. Filmens instruktør Francis Ford Coppola siger, at George Lucas fandt på ordet, og Lucas og Steven Spielberg brugte det senere til at beskrive deres fælles film Indiana Jones og templets forbandelse, en prequel til Indiana Jones. Lucas' Star Wars prequel-trilogi gjorde ordet meget populært. Ordet kommer af det modsatte af prequel, der på engelsk hedder sequel, men som på dansk normalt kaldes efterfølger.

## Eksempler på prequels

### Bøger
| Prequel(s)                                                     | Original(er)                                  |
| -------------------------------------------------------------- | --------------------------------------------- |
| Wide Sargasso Sea (1966)                                       | Jane Eyre (1847)                              |
| Troldmandens nevø (1955)                                       | Løven, heksen og garderobeskabet (1950) m.fl. |
| Silmarillion (1977)                                            | - Hobbitten (1937) - Ringenes Herre (1954-55) |
| The Dark Elf Trilogy (1990-91)                                 | The Icewind Dale Trilogy (1988-90)            |
| First King of Shannara                                         | The Sword of Shannara (1977) m.fl.            |
| - Prelude to Foundation (1988) - Forward the Foundation (1993) | Stiftelsen (1951)                             |
| - Prelude to Dune (1999-2001) - Legends of Dune (2002-04)      | Klit (1965)                                   |
| Wicked (1995)                                                  | Troldmanden fra Oz (1900)                     |
| New Spring (1999)                                              | The Wheel of Time (1990-)                     |

### Film
| Prequel(s) | Original(er) |
| --- | --- |
| The Godfather Part II (1974) | The Godfather (1972) |
| Butch and Sundance: The Early Days (1979) | Butch Cassidy and the Sundance Kid (1969) |
| Indiana Jones og templets forbandelse (1984) | Jagten på den forsvundne skat (1981) |
| My Summer Story (1994) | A Christmas Story (1983) |
| - Star Wars Episode I: Den usynlige fjende (1999) - Star Wars Episode II: Klonernes angreb (2002) - Star Wars Episode III: Sith-fyrsternes hævn (2005) | - Star Wars Episode IV: Et nyt håb (1977) - Star Wars Episode V: Imperiet slår igen (1980) - Star Wars Episode VI: Jediridderen vender tilbage (1983) |
| The Scorpion King (2002) | - Mumien (1999) - Mumien vender tilbage (2001) |
| Den Røde Drage (2002) | - Ondskabens øjne (1991) - Hannibal (2001) |
| Dum og dummere: Da Harry mødte Lloyd (2003) | Dum og dummere (1994) |
| - Interne affærer II (2003) - Interne affærer III (2003)                                                                                               | Interne affærer (2002) |
| Tremors 4: The Legend Begins (2003) | - Ormen (1990) - Tremors 2: Aftershocks (1996) - Tremors 3: Back to Perfection (2001) |
| Løvernes Konge 3: Hakuna Matata (2004) | - Løvernes Konge (1994) - Løvernes Konge 2: Simbas stolthed (1998) |
| Alien vs. Predator (2004) | - Alien (1979) - Aliens (1986) - Alien³ (1993) - Alien: Resurrection (1997) |
| - Exorcisten: Begyndelsen (2004) - Dominion: Prequel to the Exorcist (2005)                                                                            | Eksorcisten (1973) |
| Cube Zero (2004) | - Cube (1997) - Cube 2: Hypercube (2002) |
| Carlito's Way: Rise to Power (2005) | Carlito's Way (1993) |
| Den lyserøde panter (2006) | - Den lyserøde panter (1963) - Et skud i mørket (1964) - Inspector Clouseau (1968) - Den lyserøde panter vender tilbage (1975) - Den lyserøde panter slår til igen (1976) - På sporet af den lyserøde panter (1982) - Den lyserøde panters forbandelse (1983) - Den lyserøde panters søn (1993) |

### Tv
| Prequel(s)                         | Original(er) |
| ---------------------------------- | --- |
| Star Trek: Enterprise (2001-05)    | - Star Trek: The Original Series (1966-69) - Star Trek: The Animated Series (1973-74) - Star Trek: The Next Generation (1987-94) - Star Trek: Deep Space Nine (1993-99) - Star Trek: Voyager (1995-2001) - Indtil videre flere spillefilm (1979-) |
| First of the Summer Wine (1988-89) | Last of the Summer Wine (1973-) |
| Caprica (2008?)                    | - Battlestar Galactica (1978-79) - Battlestar Galactica (2003-) |

### Flere medier
| Prequel(s)                                   | Original(er) |
| -------------------------------------------- | --- |
| Twin Peaks: Fire Walk with Me (1992) (film)  | Twin Peaks (1990-91) (tv-serie)                                                                                           |
| Smallville (2001-) (tv-serie)                | Superman (tegneserier, film mm.)                                                                                          |
| Star Wars: Ewoks (1985-86) (tegnefilmsserie) | - Star Wars Episode V: Imperiet slår igen (1980) (film) - Star Wars Episode VI: Jediridderen vender tilbage (1983) (film) |
| Avatar (2009) (spil)                         | Avatar (2009) (film) |